# Araneus tepic
Araneus tepic Levi, 1991 è un ragno appartenente alla famiglia Araneidae.

## Distribuzione
L'olotipo femminile è stato rinvenuto in una località del Messico centroccidentale: 24 km a nord di Tepic, capitale dello stato di Nayarit.

## Tassonomia
Non sono stati esaminati esemplari di questa specie dal 1991
Attualmente, a dicembre 2013, non sono note sottospecie